# Journalisten (tidning)
Journalisten, grundad 1904, är Svenska Journalistförbundets tidning som utkommer med 10 nummer per år och delas ut till medlemmar och prenumeranter. 
TS-kontrollerad upplaga är 19 500 exemplar, och den är den största medietidningen i Sverige. Tidningen bevakar fackliga frågor, branschfrågor, etik och debatt inom medierna, men kan också innehålla personporträtt av olika journalister eller medieprofiler.
År 2012 instiftade man priset Årets stilist.